# Festival di Cannes 1969
La 22ª edizione del Festival di Cannes si è svolta a Cannes dall'8 al 23 maggio 1969.
In un Festival rinnovato, dopo la turbolenta interruzione dell'edizione 1968, aperto ad opere più innovative ed anticonvenzionali, fonti di polemiche, la giuria presieduta dal regista italiano Luchino Visconti si è dimostrata in sintonia con lo spirito dei tempi, assegnando il Grand Prix per il miglior film a Se... di Lindsay Anderson, uno dei film-simbolo della contestazione giovanile, e premiando anche i politici Adalen 31 di Bo Widerberg e Z - L'orgia del potere di Costa-Gavras ma soprattutto, come miglior opera prima, Easy Rider di Dennis Hopper, riconoscendo con lungimiranza il valore di quello che sarebbe poi diventato il film-manifesto di un'intera generazione.
La principale novità, diretta conseguenza delle contestazioni dell'anno precedente, è la Quinzaine des Réalisateurs, organizzata dalla Société des Réalisateurs de Films (SRF), una selezione parallela a quella ufficiale del Festival, che sotto lo slogan «Cinéma en liberté» vuole proporre un cinema più artistico e sperimentale, libero da censure, considerazioni di carattere diplomatico e competizioni.  In questa prima edizione, la Quinzaine per ampiezza è quasi un Festival parallelo, una "non selezione" di oltre sessanta titoli.
Fuori concorso sono stati proposti Andrej Rublëv di Andrej Tarkovskij, bloccato per tre anni dalla censura sovietica, e Quel freddo giorno nel parco di Robert Altman, che l'anno dopo conquisterà il Grand Prix con M*A*S*H.

## Selezione ufficiale

### Concorso
- Se... (If...), regia di Lindsay Anderson (Gran Bretagna)
- Flashback, regia di Raffaele Andreassi (Italia)
- Slaves, regia di Herbert J. Biberman (USA)
- España otra vez, regia di Jaime Camino (Spagna)
- Z - L'orgia del potere (Z), regia di Costa-Gavras (Algeria/Francia)
- No, no, no con tua madre non ci sto (Le grand amour), regia di Pierre Étaix (Francia)
- Dillinger è morto, regia di Marco Ferreri (Italia)
- Easy Rider, regia di Dennis Hopper (USA)
- Cronaca morava (Vsichni dobrí rodáci), regia di Vojtěch Jasný (Cecoslovacchia)
- Don't Let the Angels Fall, regia di George Kaczender (Canada)
- Nihon no seishun, regia di Masaki Kobayashi (Giappone)
- La virtù sdraiata (The Appointment), regia di Sidney Lumet (USA)
- Calcutta, regia di Louis Malle (Francia)
- Gli intoccabili, regia di Giuliano Montaldo (Italia)
- La strana voglia di Jean (The Prime of Miss Jean Brodie), regia di Ronald Neame (Gran Bretagna)
- Metti, una sera a cena, regia di Giuseppe Patroni Griffi (Italia)
- Piove sul mio villaggio (Bice skoro propast sveta), regia di Aleksandar Petrović (Francia/Jugoslavia)
- Manden der tænkte ting, regia di Jens Ravn (Danimarca)
- Isadora, regia di Karel Reisz (Gran Bretagna)
- Antonio das Mortes (O Dragão da Maldade contra o Santo Guerreiro), regia di Glauber Rocha (Brasile)
- La mia notte con Maud (Ma nuit chez Maud), regia di Éric Rohmer (Francia)
- La spietata legge del ribelle (Michael Kohlhaas - Der Rebell), regia di Volker Schlöndorff (Germania)
- Morte di un parroco (Faráruv konec), regia di Evald Schorm (Cecoslovacchia)
- Goldframe, regia di Raoul Servais (Belgio)
- Matzor, regia di Gilberto Tofano (Israele)
- Caccia alle mosche (Polowanie na muchy), regia di Andrzej Wajda (Polonia)
- Adalen 31 (Ådalen 31), regia di Bo Widerberg (Svezia)

### Fuori concorso
- Quel freddo giorno nel parco (That Cold Day in the Park), regia di Robert Altman (USA)
- Sweet Charity, regia di Bob Fosse (USA)
- Il disertore e i nomadi (Zbehovia a pútnici), regia di Juraj Jakubisko (Italia/Cecoslovacchia)
- L'amour de la vie - Artur Rubinstein, regia di Gérard Patris e François Reichenbach (Francia)
- Andrej Rublëv, regia di Andrej Tarkovskij (Unione Sovietica)
- ...E l'Inghilterra sarà distrutta (...Und England wird vernichtet), regia di János Veiczi (Germania)

## Settimana internazionale della critica
- Paris n'existe pas, regia di Robert Benayoun (Francia)
- Pagine chiuse, regia di Gianni Da Campo (Italia)
- In the Year of the Pig, regia di Emile de Antonio (USA)
- Sziget a szárazföldön, regia di Judit Elek (Ungheria)
- La rosière de Pessac, regia di Jean Eustache (Francia)
- Scene di caccia in bassa Baviera (Jagdszenen aus Niederbayern), regia di Peter Fleischmann (Germania)
- Il bullo (Cabascabo), regia di Oumarou Ganda (Niger)
- King, Murray, regia di David Hoffman (USA)
- My Girlfriend's Wedding, regia di Jim McBride (USA)
- Di più, ancora di più... (More), regia di Barbet Schroeder (Germania/Francia/Lussemburgo)
- La voie, regia di Mohamed Slim Riad (Algeria)
- L'ora dei forni (La hora de los hornos), regia di Fernando Solanas (Argentina)
- Charles mort ou vif, regia di Alain Tanner (Svizzera)

## Quinzaine des Réalisateurs
- Det kære legetøj, regia di Gabriel Axel (Danimarca)
- Fuoco, regia di Gian Vittorio Baldi (Italia)
- Le cinématographe, regia di Michel Baulez (Francia)
- La belle ouvrage, regia (Francia)
- Capricci, regia di Carmelo Bene (Italia)
- Nostra Signora dei Turchi, regia di Carmelo Bene (Italia)
- Partner, regia di Bernardo Bertolucci (Italia)
- Entre la mer et l'eau douce, regia di Michel Brault (Francia)
- Het Compromis - Il compromesso (Het Compromis), regia di Philo Bregstein (Paesi Bassi)
- Cara A Cara, regia di Júlio Bressane (Brasile)
- Così bella, così dolce (Une femme douce), regia di Robert Bresson (Francia)
- Terry Whitmore, for Example, regia di Bill Brodie (Svezia/USA)
- Viagem ao Fim do Mundo, regia di Fernando Campos (Brasile)
- Le viol d'une jeune fille douce, regia di Gilles Carle (Canada)
- Yvon, Yvonne, regia di Claude Champion (Svizzera)
- Il serpente di fuoco (The Trip), regia di Roger Corman (USA)
- O Bravo Guerreiro, regia di Gustavo Dahl (Brasile)
- Jardim de Guerra, regia di Neville de Almeida (Brasile)
- Les gommes, regia di Lucien Deroisy e René Micha (Belgio/Francia)
- Acéphale, regia di Patrick Deval (Francia)
- Nous n'irons plus au bois, regia di Georges Dumoulin (Francia)
- Soliloquy, regia di Stephen Dwoskin (Gran Bretagna)
- Image, Flesh and Voice, regia di Ed Emshwiller (USA)
- Les vieilles lunes, regia di David Fahri (Svizzera)
- Le lit de la vierge, regia di Philippe Garrel (Francia)
- Kid Sentiment, regia di Jacques Godbout (Canada)
- Wheel of Ashes, regia di Peter Emmanuel Goldman (USA/Francia)
- La primera carga al machete, regia di Manuel Octavio Gómez (Cuba)
- L'été, regia di Marcel Hanoun (Francia)
- Scirocco d'inverno (Sirokkó), regia di Miklós Jancsó (Francia/Ungheria)
- Ruusujen aika, regia di Risto Jarva (Finlandia)
- Drôle de jeu, regia di Pierre Kast e Jean-Daniel Pollet (Francia)
- Brandy in the Wilderness, regia di Stanton Kaye (USA)
- Jusqu'au coeur, regia di Jean Pierre Lefebvre (Canada)
- A Vida Provisória, regia di Maurício Gomes Leite (Brasile)
- Adam 2, regia di Jan Lenica (Germania)
- La poupée rouge, regia di Francis Leroi (Francia)
- Brasil Ano 2000, regia di Walter Lima Jr. (Brasile)
- Mumbo-Jumbo, regia di Jean-Luc Magneron (Francia)
- The Illiac Passion, regia di Gregory J. Markopoulos (USA)
- Scratch Harry, regia di Alex Matter (USA)
- Paul, regia di Diourka Medveczky (Francia)
- Marie, regia di Márta Mészáros (Ungheria)
- Les contrebandières, regia di Luc Moullet (Francia)
- Diario di un ladro di Shinjuko (Shinjuku dorobo nikki), regia di Nagisa Ōshima (Giappone)
- L'impiccagione (Koshikei), regia di Nagisa Ōshima (Giappone)
- The Ernie Game, regia di Don Owen (Canada)
- L'età più bella (Nejkrásnejsí vek), regia di Jaroslav Papousek (Cecoslovacchia)
- De mère en fille, regia di Anne Claire Poirier (Canada)
- Tu imagines Robinson, regia di Jean-Daniel Pollet (Francia)
- Nocturno 29, regia di Pere Portabella (Spagna)
- Rhodesia Countdown, regia di Michael Raeburn (Zimbabwe)
- Sogni perduti (Head), regia di Bob Rafelson (USA)
- Christopher's Movie Matinee, regia di Mort Ransen (Canada)
- Vive la mort, regia di Francis Reusser (Svizzera)
- Barravento, regia di Glauber Rocha (Brasile)
- Three, regia di James Salter (USA)
- Invasión, regia di Hugo Santiago (Argentina)
- Capitu, regia di Paulo Cesar Saraceni (Brasile)
- Pet holek na krku, regia di Evald Schorm (Cecoslovacchia)
- Lucía, regia di Humberto Solás (Cuba)
- Una tarantola dalla pelle calda (Duett för kannibaler), regia di Susan Sontag (Svezia)
- Eine ehe, regia di Hans Rolf Strobel e Heinrich Tichawsky (Germania)
- Paulina s'en va, regia di André Téchiné (Francia)
- Money, Money, regia di José Varela (Francia)
- Ballade pour un chien, regia di Gérard Vergez (Francia)
- Marketa Lazarová, regia di František Vláčil (Cecoslovacchia)

## Giuria
- Luchino Visconti, regista (Italia) - presidente
- Chingiz Aitmatov, scrittore (Unione Sovietica)
- Marie Bell, attrice (Francia)
- Jaroslav Bouček (Cecoslovacchia)
- Veljko Bujalic, regista (Jugoslavia)
- Stanley Donen, regista (USA)
- Jerzy Glucksman (Svezia)
- Robert Kanters, critico (Francia)
- Sam Spiegel, produttore (USA)

## Palmarès
- Grand Prix: Se... (If...), regia di Lindsay Anderson (Gran Bretagna)
- Grand Prix Speciale della Giuria: Adalen 31 (Ådalen 31), regia di Bo Widerberg (Svezia)
- Premio della giuria: Z - L'orgia del potere (Z), regia di Costa-Gavras (Algeria/Francia)
- Prix d'interprétation féminine: Vanessa Redgrave - Isadora, regia di Karel Reisz (Gran Bretagna)
- Prix d'interprétation masculine: Jean-Louis Trintignant - Z - L'orgia del potere (Z), regia di Costa-Gavras (Algeria/Francia)
- Prix de la mise en scène: Glauber Rocha - Antonio das Mortes (O Dragão da Maldade contra o Santo Guerreiro) (Brasile) ex aequo Vojtěch Jasný - Cronaca morava (Vsichni dobrí rodáci) (Cecoslovacchia)
- Premio per la migliore opera prima: Easy Rider, regia di Dennis Hopper (USA)